# Chiconcuautla
Chiconcuautla är en ort i Mexiko.   Den ligger i kommunen Chiconcuautla och delstaten Puebla, i den sydöstra delen av landet, 140 km nordost om huvudstaden Mexico City. Chiconcuautla ligger 1 507 meter över havet och antalet invånare är 11 481.
Terrängen runt Chiconcuautla är kuperad åt nordost, men åt sydväst är den bergig. Runt Chiconcuautla är det ganska tätbefolkat, med 160 invånare per kvadratkilometer. Närmaste större samhälle är Huauchinango, 14,9 km nordväst om Chiconcuautla. Omgivningarna runt Chiconcuautla är en mosaik av jordbruksmark och naturlig växtlighet.